# Championnats d'Afrique de boxe amateur 1962
Navigation
Édition suivante
La 1re édition des championnats d'Afrique de boxe amateur s'est déroulée au Caire (Égypte) du 17 au 23 mars 1962. 
La compétition est marquée par la décision de bannir la délégation sud-africaine ainsi qua par la volonté des boxeurs ougandais de ne pas disputer la compétition sous les couleurs britanniques alors que le pays n'a pas encore accédé à l'indépendance.
Le boxeur américain Floyd Patterson, invité d'honneur, y fait plusieurs matchs d'exhibition.

## Résultats

### Podiums
| Catégories                    | Or                     | Argent              | Bronze                              |
| Poids mouches (-51 kg)        | Karimu Young           | Mahmoud Hamza       | Khelifa Labidi Hayder Mahmoud       |
| Poids coqs (-54 kg)           | Abdel Moneim El-Guindi | Ahmed El Hag Moussa | Mohamed Noor Omar Hamdaoui          |
| Poids plumes (-57 kg)         | Sayed Abdel Gadir      | Tahar Ben Hassen    | Gichere Gakungu Hassen Kebba        |
| Poids légers (-60 kg)         | Eddie Blay             | Mohamed Soutta      | Lakhdar Ben Ahmed Alkaly Daffé      |
| Poids super-légers (-63,5 kg) | Clement Quartey        | Gilbert Osoba       | Ahmed Harfouche Abdel Kader Gangani |
| Poids welters (-67 kg)        | Sayed el-Nahas         | Ernest Mabwa        | Joe Darkey Nojim Maiyegun           |
| Poids super-welters (-71 kg)  | Hussein Saddik         | Eddie Davies        | Diallo Mohamed Bouchaid             |
| Poids moyens (-75 kg)         | Alhassan Brimah        | Hakaba              | Olayinka Moustafa Ben Lahbib        |
| Poids mi-lourds (-81 kg)      | Jojo Miles             | Achefu              | Sayed Mersal Camara Mami            |
| Poids lourds (+81 kg)         | James Mazhar           | Vincent Opiyo       | Aboubacar Hamadi Lahbib             |

### Tableau des médailles
| Place | Pays             | Médaille d'or, Afrique | Médaille d'argent, Afrique | Médaille de bronze, Afrique | Total | Points |
| ----- | ---------------- | ---------------------- | -------------------------- | --------------------------- | ----- | ------ |
| 1     | Égypte           | 4                      | 1                          | 2                           | 7     | 25     |
| 1     | Ghana            | 4                      | 1                          | 2                           | 7     | 25     |
| 3     | Nigeria          | 1                      | 2                          | 2                           | 5     | 13     |
| 4     | Soudan           | 1                      | 1                          | 2                           | 4     | 10     |
| 5     | Maroc            | 0                      | 1                          | 5                           | 6     | 8      |
| 6     | Tunisie          | 0                      | 1                          | 3                           | 4     | 6      |
| 7     | Guinée           | 0                      | 1                          | 1                           | 2     | 4      |
| 8     | Kenya            | 0                      | 1                          | 0                           | 1     | 3      |
| 8     | Ouganda          | 0                      | 1                          | 0                           | 1     | 3      |
| 10    | Mali             | 0                      | 0                          | 1                           | 1     | 1      |
| Total | 9 pays médaillés | 10                     | 10                         | 20                          | 40    |        |

## Source
- (ar) « Les médaillés du championnat d'Afrique de boxe », Assabah,‎ 10 avril 1962, p. 4